# هان هه ری
هان هه ری (کره‌ای: 한혜리؛ زاده ۲۴ اوت ۱۹۹۷) خواننده و بازیگر اهل کره جنوبی است.
او عضو گروه آی.بی.آی بود.